# Helga Stevensová
Helga Stevensová (* 9. srpen 1968, Sint-Truiden) je belgická politička. Od roku 2014 je členka belgické Nové vlámské aliance (N-VA) a členka Evropského parlamentu. Je známá svým bojem za práva osob se zdravotním postižením. 

## Život
Helga Stevens se narodila jako neslyšící. Nejprve navštěvovala Koninklijk Instituut voor Doven en Spraakgestoorden, speciální školu pro neslyšící studenty v Hasseltu. Poté začala navštěvovat běžnou školu v Sint-Truiden. Během studia v St. Louis, Missouri navštívila Gallaudetovu Universitu a setkala se s neslyšícím právníkem, který ji inspiroval k pokračování ve studiu práv. V Belgii vystudovala právo na Katholieke Universiteit Leuven a stala se první neslyšící právničkou v Belgii. V roce 1993 se Stevens vrátila do Spojených států a získala magisterský titul na Boalt Hall Law School na University of California v Berkeley díky Fulbrightově stipendiu.

## Politická kariéra
Stevens se stala politicky aktivní a poprvé kandidovala do belgického senátu v roce 1999, a to na kandidátce za People’s Union (10. místo). V roce 2003 opět kandidovala do senátu za stranu Nová vlámská aliance (3. místo).
V roce 2004 byla zvolena jako poslankyně vlámského parlamentu. V roce 2007 jako členka Senátu. V roce 2009 byla znovu zvolena do vlámského parlamentu a v roce 2010 jako členka Senátu.
V květnu 2014 byla Stevens zvolena poslankyní Evropského parlamentu . V listopadu 2014 byla zvolena místopředsedkyní strany Evropských konzervativců a reformistů. Kromě práce ve výboru je Stevens také předsedkyní výboru Evropského parlamentu pro zdravotně postižené. 
V říjnu 2016 strana Evropských konzervativců a reformistů rozhodla podpořit Stevensovou jako příští předsedkyni Evropského parlamentu. 